# 巴西松
巴西松（学名：Araucaria angustifolia）为南洋杉科植物，又名巴西南洋杉、南美南洋杉、巴拉那松，尽管名为“松”，其实并不是松树。
巴西松原产于巴西南部，尤其是是巴拉那州，生长于海拔500-1800米的低山地区，总覆盖面积约23.3万平方公里。
该树目前已在昆明引种种植，厦门植物园也已引种种植。

## 特征
常绿乔木，可生长至高40米、胸径1米。树叶鳞片状，三角形，3-6厘米长，底部5-10毫米宽，边缘锋利。树叶可生长10-15年，可覆盖除树干、老枝外的树的绝大部分。
雌雄异株，雌雄球果在不同的树上。雄球果（花粉）椭圆形，最初6厘米长，当花粉释放时长至10-18厘米长、15-25毫米宽。雌球果（种子）受精18个月后在秋季成熟，球形，直径18-25厘米，包含100-150粒种子，长约5厘米，球果成熟后破裂释放。

## 用途

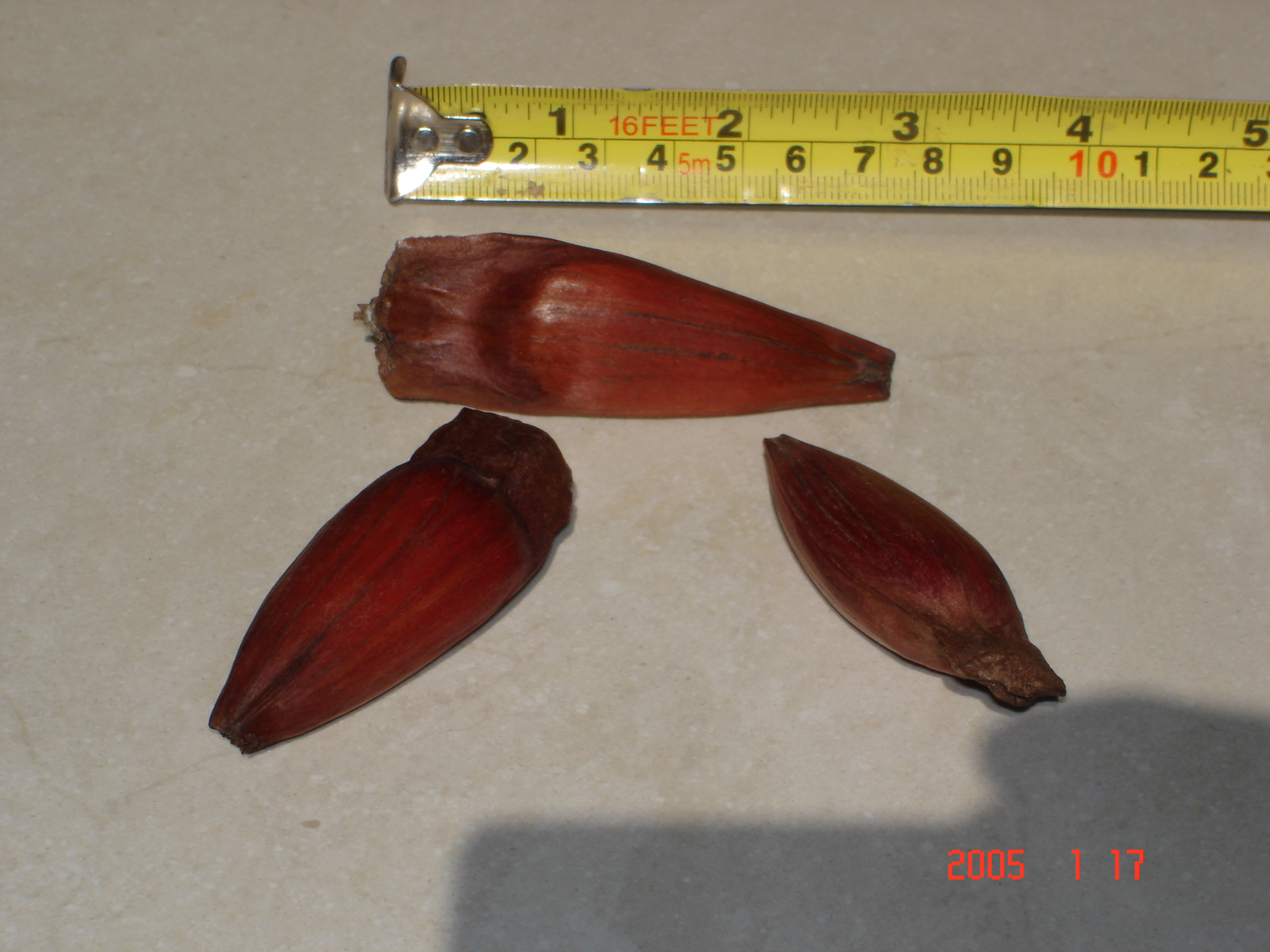
巴西南洋杉子不是市面上出售的纸皮松子“巴西松子”，而是从球果剥离的5厘米以上的种子。

种子状如大松子，可食用，巴西年产量约3400吨。
庫里奇巴市得名于图皮语“巴拉那松子之地”。